# 구글 싱크
구글 싱크(Google Sync)는 Gmail, 구글 연락처, 구글 캘린더를 PC, 모바일 장치 메일, 캘린더, 주소록 응용 프로그램과 OTA 동기화 기능을 제공했던 구글의 파일 동기화 서비스이다. Microsoft® Exchange ActiveSync®를 이용하여 서비스 사용자들이 자신들의 구글 앱 메일, 연락처, 캘린더를 자신들의 모바일 장치와 동기화할 수 있게 하였으며 사용자들은 또한 들어오는 메시지와 앞으로의 미팅에 대한 알림을 커스터마이즈할 수 있었다. 구글 싱크는 PC, 맥, 리눅스, 안드로이드, 블랙베리, 심비안 S60, 아이폰, 아이패드, 윈도우 모바일 등의 장치와 동작했다. 구글 싱크는 2009년 2월 발표되었으며 비즈니스에 속하지 않은 사용자들에 대해서는 2012년 12월 중단하였다.

## 같이 보기
- Gmail